# 세토의 신부 (노래)
〈세토의 신부〉(일본어: 瀬戸の花嫁 세토노하나요메[*])는 일본의 가수 코야나기 루미코의 네 번째 싱글 앨범으로, 1972년 4월 10일 발매되었다. (7" Vinyl: L-1080R) 곡의 작사는 야마가미 미치오 (山上路夫)가, 작곡은 히라오 마사아키 (平尾昌晃)가, 편곡은 모리오카 켄이치로 (森岡賢一郎)가 담당했다. B 사이드 곡은 〈그래도 강물은 흐른다〉(それでも川は流れる 소레데모카와와나가레루[*])이며, 작사를 야스이 카즈미 (安井かずみ)가 맡았고, 작곡과 편곡자는 전과 동일하다.

## 배경
〈내가 사는 조카마치〉와 마찬가지로 "디스커버 재팬 노선" (일본국유철도가 개인 여행자의 증대를 목적으로 1970년부터 실행한 캠페인)을 목적으로 만들어진 노래이며, 세토 내해를 주제로 한 노래들 가운데에서도 가장 널리 알려진 노래 중 하나다. 섬으로 시집을 가게 된 여성의 마음과, 새로운 환경에서의 삶에 대한 결의를 담고 있다.
이 곡은 코야나기가 "전 시집갈 생각은 없습니다. 계속 노래를 부를 생각입니다."라고 무심코 말한 것에서 만들어진 노래로, 사무소 측에서 이 말을 듣고 "그럼 노래로 시집 보내자."고 장난스럽게 반응하여 제작이 진행되었다. 세토 내해를 주제로 하는 것은 스태프들의 회의로 결정되었다. 작사자인 야마가미와 작곡자 히라오는 "세토 내해"라는 주제만 듣고 가사와 노래를 따로 만들었는데, 곡과 가사를 붙이고나니 어울렸다. 야마가미의 경우 세토 내해의 섬들을 가본 일이 없었는데, 그는 예전에 배를 타고 시코쿠로 갈 때 보았던 노을과 계단식 밭을 떠올리며 그 기억을 붙잡고 가사를 써내려갔다. 이런 과정으로 만들어진 작품이 〈세토의 저녁놀〉과 〈고개 (峠)의 신부〉라는 두 작품이었는데, 실제로는 이 제목들이 하나로 합쳐져 〈세토의 신부〉가 되었다. 코야나기는 이 곡으로 제3회 일본가요대상에서 대상을 수상했으며, 연말에 있었던 일본레코드대상에서도 가창상을 수상했다.
곡의 인기에 더불어, '곡의 주제가 되는 섬이 어느 섬인가'라는 것 역시 화제가 되었으나 실제로는 없는 섬이다.
JR 시코쿠, 그 중에서도 주로 요산선의 역들인 다카마쓰 역, 사카이데역, 우타즈역, 마루가메역, 다도쓰역, 간온지역, 이마바리역과 JR 니시니혼의 우노역, 고지마역 등에서 열차 출발시의 멜로디로 이 곡을 채용하고 있으며, 세토우치 버스의 차내 방송 멜로디 역시 이 곡이다. 또한 가가와현을 연고로 하는 축구 클럽 카마타마레 사누키의 서포터들이 부르는 응원가로서도 알려져 있다.

## 수록곡
| #            | 제목                                              | 작사            | 작곡            | 편곡              | 재생 시간 |
| ------------ | ------------------------------------------------- | --------------- | --------------- | ----------------- | --------- |
| 1.           | 〈〈세토의 신부〉〉 (瀬戸の花嫁)                  | 야마가미 미치오 | 히라오 마사아키 | 모리오카 켄이치로 | 3:16      |
| 2.           | 〈〈그래도 강물은 흐른다〉〉 (それでも川は流れる) | 야스이 카즈미   | 히라오 마사아키 | 모리오카 켄이치로 | 3:06      |
| 총 재생 시간 | 총 재생 시간                                      | 총 재생 시간    | 총 재생 시간    | 총 재생 시간      | 6:22      |